# 平原省
平原省（へいげん-しょう）は、中華民国末期に中国共産党が設置した中国共産党革命根拠地。

## 歴史
国共内戦末期、華北及び華東地区の大部分を「解放」した共産党軍は1949年8月9日、冀東、冀中、冀南、冀魯豫、太行、太原、太岳の7行政区を廃止し、旧省界を基礎に経済的、歴史的、地理的な要素を加味した上で河北省、山西省、綏遠省、平原省の設置を決定し、同年8月20日、黄河の下流域をまたぐ華北平原に、河南省と山東省のそれぞれ一部を分離し新設された。省会は新郷市。
1952年11月15日、中央人民政府委員会第19次会議によって平原省は廃止された。 管轄行政区域は旧来の山東省と河南省の2省に編入された。

## 行政区画
- 省轄市:新郷市、安陽市
- 専区
  - 新郷専区
    - 新郷県、延津県、原武県、陽武県、済源県、孟県、獲嘉県、温県、輝県、汲県、修武県、武陟県、博愛県、沁陽県

  - 濮陽専区
    - 濮陽県、范県、朝城県、観城県、濮県、南楽県、清豊県、滑県、長垣県、内黄県、封丘県

  - 安陽専区
    - 安陽県、林県、鄴県、淇県、浚県、湯陰県

  - 聊城専区
    - 聊城県、高唐県、茌平県、博平県、清平県、堂邑県、莘県、冠県、陽穀県、寿張県、東阿県

  - 湖西専区
    - 単県、金郷県、魚台県、巨野県、城武県、嘉祥県、復程県

  - 菏沢専区
    - 菏沢県、曹県、東明県、定陶県、鄄城県、鄆城県、梁山県、南旺県